# Katerynówka (Mołdawia)
Katerynówka (rum. Caterinovca, ros. Катериновка) – wieś o spornej przynależności państwowej (de iure Mołdawia, de facto Naddniestrze), w rejonie Kamionka.
W czasach Rzeczypospolitej wieś leżała w województwie bracławskim. Odpadła od Polski w wyniku II rozbioru.